# Fabrizio Ravanelli
Fabrizio Ravanelli (Perugia, 1968. december 11. –) volt válogatott olasz labdarúgó.
Ravanelli egy tucat európai csapatban megfordult. Játszott többek között: a Perugia, a Juventus, a Lazio, az Olympique Marseille, a Middlesbrough, a Derby County valamint a Dundee FC csapataiban, és 22 alkalommal az Olasz labdarúgó-válogatottban is.
A „Fehér Toll”, közismert becenevét a hajáról kapta.

## Pályafutása

### Juventus
A Juventus játékosaként az alábbi trófeákat hódította el: Serie A 1994-1995, Coppa Italia 1994-1995, SuperCoppa Italia 1995, Bajnokok Ligája 1995-1996, UEFA Kupa 1992-1993.

### Middlesbrough
Óriási felzúdulást váltott ki a médiában és a szurkolók körében akkor, amikor átigazolt a Premier League-be, mégpedig Bryan Robson akkori csapatához, a Middlesbrough-hoz.
Debütálása felejthetetlenre sikeredett, ugyanis az 1996-1997-es bajnoki szezon nyitónapján mesterhármast szerzett a Liverpool ellen. A klubnál töltött időszak alatt Észak-Yorkshire egy kicsi falujában Hutton Rudby-ben vásárolt házat magának, és a Middlesbrough csapatából olyan társak voltak a szomszédai, mint Paul Merson vagy Gordan McQueen.

### Derby County
2001-ben még mindig sikerre éhesen, csatlakozott a Derby County csapatához, azonban ő sem tudta megmenteni a klubot, 2002-ben kiestek a legjobbak közül. A Derby pénzügyi problémái miatt elhalasztották a fizetését (nagyon sok társáéval együtt), melyet csak évek múlva, részletekben tudtak kifizetni a számára.

### Skócia, Perugia
Rövid skóciai kitérője után (a Dundee FC csapatában játszott néhány mérkőzést) hazatért hogy befejezze pályafutását, a Perugia csapatához igazolt, ahol megpróbálta megmenteni a csapatot a száműzetéstől.

## Jelen
Ravanelli jelenleg a Sky Italia és a Mediaset televíziós társaságok munkatársa, futballszakértőként tevékenykedik.

## Apróságok
- Az Ajax elleni 1996-os Bajnokok Ligája döntőjében ő lőtte a Juventus gólját
- Az International Superstar Soccer Pro PlayStation focis játék modellje volt
- Az egyetlen mérkőzése melyen gólt szerzett a Dundee színeiben egy Clyde elleni Liga-kupa meccs volt, igaz ezen az egy meccsen mesterhármast szerzett.
- 1994. szeptember 27-én egy mérkőzésen 5 gólt rúgott. (Juventus-PFK CSZKA Szófia 5-1)

## Külső hivatkozások
- Ravanelli weboldala